# Lachnoanaerobaculum orale
Lachnoanaerobaculum orale es una bacteria grampositiva del género Lachnoanaerobaculum. Fue descrita en el año 2012. Su etimología hace referencia a la cavidad oral. Es anaerobia estricta y formadora de esporas. Suele crecer formando agregados. Las colonias son circulares con márgenes rizoides y no hemolíticas en agar sangre. Temperatura óptima de crecimiento de 37 °C. Se ha aislado de la saliva.
Se ha descrito un posible caso de bacteriemia por esta especie. El paciente fue tratado con éxito con doripenem.[cita requerida]  